# 沃利亞-薩德基夫斯卡
沃利亞-薩德基夫斯卡（羅馬化：Volia-Sadkivska）是烏克蘭西部利維夫州亞沃里夫區莫斯蒂斯卡市鎮的村莊。該村始建於1940年，面積1.19平方公里，海拔高度259米，2001年人口309，當中全部居民的母語為烏克蘭語，人口密度每平方公里259.88人。

### 網站
- Довідник поштових індексів України. Львівська область. Мостиський район （页面存档备份，存于）
- Погода в селі Воля-Садківська （页面存档备份，存于）

49°39′50″N 23°9′46″E / 49.66389°N 23.16278°E